# سكوت ستريكلاند
سكوت ستريكلاند (بالإنجليزية: Scott Strickland)‏ هو لاعب كرة قاعدة أمريكي، ولد في 26 أبريل 1976 في هيوستن في الولايات المتحدة.

## وصلات خارجية
- سكوت ستريكلاند على موقع دوري كرة القاعدة الرئيسي (الإنجليزية)
- سكوت ستريكلاند على موقعبيزبول رفرنس.كوم (الدوري الرئيسي) (الإنجليزية)
- سكوت ستريكلاند على موقعبيزبول رفرنس.كوم (الدوري الثانوي) (الإنجليزية)
- سكوت ستريكلاند على موقع إي إس بي إن.كوم (أم.أل.بي) (الإنجليزية)
- سكوت ستريكلاند على موقع مشجعي الرسوم البيانية (الإنجليزية)